# Dmitrij Michajłow
Dmitrij Iwanowicz Michajłow (ros. Дмитрий Иванович Михайлов, ur. 7 listopada 1919 we wsi Szaran w Baszkirii, zm. 7 grudnia 2018 w Ufie) – radziecki robotnik przemysłu naftowego, Bohater Pracy Socjalistycznej (1966).

## Życiorys
Pracował jako pomocnik palacza w kotłowni i jako statystyk w biurze, a od 1940 wiertacz w truście „Tujmazaburnieft”. W 1941 powołany do Armii Czerwonej, był kursantem szkoły lotniczej w Czelabińsku, potem został skierowany na front, brał udział w obronie Moskwy i walkach pod Leningradem, gdzie w lutym 1943 został ciężko ranny. Po wyleczeniu 1944 skończył szkołę lotniczą i wziął udział w dalszych walkach, ponownie ranny, po wojnie skończył szkołę lotnictwa cywilnego, następnie pracował jako drugi pilot samolotu lotniska Wnukowo. Od 1946 ponownie był wiertaczem w Baszkirii, a w latach 1948–1951 majstrem, 1951–1954 delegowany do Chin, gdzie pracował w naftowej spółce akcyjnej „Sowkitnieft”, po powrocie ponownie pracował w truście „Tujmazaburnieft”. W 1955 ponownie delegowany (do 1957) do Chin jako konsultant ds. głębokiego wiercenia naftowego w Karamaju, a w 1957 na rok do Francji, po powrocie ponownie był majstrem w truście „Tujmazaburnieft”; w 1962 ustanowił rekord głębokości odwiertów - 40371 metrów, a rok później pobił własny rekord, osiągając głębokość 40716 metrów. W latach 1970–1974 szef rejonowego zarządu prac wiertniczych, 1976–1983 zastępca szefa ufijskiego zarządu prac wiertniczych Zjednoczenia Produkcyjnego „Basznieft”, następnie na emeryturze. Od 8 kwietnia 1966 do 30 marca 1971 zastępca członka KC KPZR. Deputowany do Rady Najwyższej RFSRR 6 kadencji.

## Odznaczenia
- Medal Sierp i Młot Bohatera Pracy Socjalistycznej (23 maja 1966)
- Order Lenina (23 maja 1966)
- Order Rewolucji Październikowej (1971)
- Order Wojny Ojczyźnianej I klasy (11 marca 1985)
- Order Czerwonej Gwiazdy (1945)
- Order Przyjaźni (Chiny)

I medale.